# 6127 Гетерінгтон
6127 Гетерінгтон (6127 Hetherington) — астероїд головного поясу, відкритий 25 квітня 1989 року.
Тіссеранів параметр щодо Юпітера — 3,356.